# Collegiata di San Giovanni Battista (Ortona dei Marsi)
La collegiata di San Giovanni Battista è un edificio religioso che si trova a Ortona dei Marsi, in provincia dell'Aquila e diocesi di Avezzano; , in provincia dell'Aquila e diocesi di Avezzano; fa parte della forania di Pescina.

## Storia
Le prime fonti sull'origine della chiesa in stile romanico-gotico risalgono al 1118, quando viene citata in una bolla di papa Clemente III. Altro riferimento è sulla campana grande della chiesa, lesionata e rimossa nel 2001, dove si trova incisa la data 1342. Risalente al periodo iniziale della chiesa è anche la parte inferiore dell’attuale campanile.
Agli inizi del 1500 la chiesa è stata ampliata con le due navate laterali ed all'interno sono stati realizzati degli affreschi, che riportano le date del 1484 in cifre arabe e del 1500 in caratteri latini. 
Il portale, invece, è stato ricostruito nel 1735, come riportato nella scritta incisa sotto l’architrave; sempre in questo anno sono stati realizzati gli altari maggiore e laterali ed il pulpito in legno scolpito.
La volta venne rifatta nel 1932, a seguito del Terremoto della Marsica del 1915, anno al quale risale la pulizia della facciata.

## Architettura
La facciata, risalente al 1300, è caratterizzata da un rosone che richiama altre opere simili nella regione. La raggiera nasce da un anello a cinque lobi ed è composta da nove colonnine complete di capitelli che sostengono arcatelle a sesto pieno accavallate. Il rosone è contornato da un’ampia mostra e da un archivolto. E’ intagliato a motivi vegetali, con colonnine laterali sostenute da leoni su mensole.

Il campanile è posto lateralmente alla chiesa ed è arretrato rispetto alla facciata. Sul fronte principale della torre si trova un orologio e la cella campanaria è caratterizzata da aperture ad arco a tutto sesto.

## Interno
La struttura architettonica della Chiesa è a pianta quadrata voltato a crociera di ogiva su costoloni prismatici. Come tutti gli edifici più antichi di Ortona dei Marsi, la chiesa non ha fondamenta ed è stata costruita direttamente sulla roccia.
L'interno è caratterizzato da resti di affreschi che raffigurano Santa Lucia, Santa Caterina martire e Sant’Antonio Abate. Sopra la porta d'ingresso della chiesa è ospitato un organo costruito nel 1752 da Domenico Antonio Fedeli , organario della Rocchetta di Camerino (oggi Corgneto, MC).